# Banchus crefeldensis
Banchus crefeldensis là một loài tò vò trong họ Ichneumonidae.